# گاریکیونگ
گاریکیونگ (به لاتین: Gariqiong) یک منطقهٔ مسکونی در جمهوری خلق چین است که در منطقه خودمختار تبت واقع شده‌است. گاریکیونگ
- نفر جمعیت دارد.